# Berlin-Altglienicke
Berlin-Altglienicke [altˈɡliːnɪkə]  est un quartier à Berlin, faisant partie depuis 2001 de l'arrondissement de Treptow-Köpenick.
Le quartier a été incorporé à Berlin en 1920. Entre 1920 et 2001, il faisait partie du district de Treptow.

## Population
Le quartier comptait 28 157 habitants le 1er janvier 2017 selon le registre des déclarations domiciliaires, c'est-à-dire 3 569 hab./km2.